# 김동욱 (농구 선수)
김동욱(1981년 8월 14일~)은 한국프로농구 수원 KT 소닉붐 소속 농구선수이다. 2005년 KBL 드래프트에서 전체 14순위로 서울 삼성 썬더스에 지명되었다.

## 학력
- 마산고등학교
- 고려대학교

## 경력
- 2005년 ~ 2006년 : 서울 삼성 썬더스 (2005 KBL 드래프트 2라운드 4순위)
- 2006년 ~ 2008년 : 신협 상무 농구단
- 2008년 ~ 2011년 : 서울 삼성 썬더스
- 2011년 ~ 2017년 : 고양 오리온 오리온스
- 2017년 ~ 2021년 : 서울 삼성 썬더스
- 2021년 ~  : 수원 kt 소닉붐

## 우승 경험
- 2006 한국프로농구 플레이오프 챔피언 결정전 우승
- 2016 한국프로농구 플레이오프 챔피언 결정전 우승